# Metahehoa
Metahehoa is een geslacht van hooiwagens uit de familie Sclerosomatidae.
De wetenschappelijke naam Metahehoa is voor het eerst geldig gepubliceerd door Suzuki in 1985. 

## Soorten
Metahehoa is monotypisch en omvat slechts de volgende soort:
- Metahehoa granulata